# برايان كلارك (لاعب كرة قدم)
برايان كلارك (بالإنجليزية: Brian Clark)‏ (1 مارس 1988 بدندي في المملكة المتحدة - ) هو لاعب كرة قدم بريطاني في مركز الوسط. لعب مع كارنوستي بانمور ونادي دندي ونادي اربوراث.

## وصلات خارجية
- برايان كلارك على موقع Soccerbase.com (لاعب) (الإنجليزية)